# Esther Estévez
Esther Estévez Casado (Verín, 18 de noviembre de 1997) es una periodista española, más conocida por ser la presentadora del programa Dígocho eu de TVG, un programa de divulgación para mejorar el uso de la lengua gallega.

## Trayectoria
Estudió periodismo en la Universidad de Santiago de Compostela y realizó sus prácticas en Radio Galega y Nós Televisión. Desde septiembre de 2019 trabaja en el departamento de Tiempo Real, en el Área de Información de TVG, y presenta el programa Dígocho eu desde enero de 2020. Se trata de un programa diario de corta duración que se transmite a través de G24.gal y redes sociales como YouTube, Instagram y TikTok.
El 18 de octubre de 2020, Estévez pasó a presentar también el programa Cachadas, un espacio de humor semanal que recoge algunos de los momentos más divertidos de la programación de TVG. Ha participado en otros programas de TVG como Luar o el especial del 25 de julio de 2022.
Desde el 17 de mayo de 2021, Esther presenta Dígocho eu en Twitch de CRTVG con dos programas semanales: el primero, O reto do #DígochoEu, donde realiza entrevistas y pruebas de idioma con personajes relevantes de habla gallega; y el segundo, Apuntamento lusófono, que se emite desde el 19 de mayo, que presenta junto al actor portugués Rodrigo Paganelli, en el que Esther intenta aprender portugués, y Rodrigo gallego. Posteriormente, estos programas se suben a la web de TVG y al canal de YouTube.
El 19 de marzo de 2022 recibió el Premio Mestre Mateo a la mejor comunicadora en la XX edición de los premios por el programa Dígocho eu, que también ganó el premio al mejor programa de televisión. En la XXI edición de los Premios Mestre Mateo, en 2023, volvió a ganar el premio a la mejor comunicadora.

## Premios y nominaciones

### Premios Mestre Mateo
| Año  | Categoría          | Programa   | Resultado |
| ---- | ------------------ | ---------- | --------- |
| 2022 | Mejor comunicadora | Dígocho eu | Ganadora  |
| 2023 | Mejor comunicadora | Dígocho eu | Ganadora  |